# Duch (film 1982)
Duch (ang. Poltergeist) – amerykański horror w reżyserii Tobe’a Hoopera, dziś uważany za film kultowy. W Stanach Zjednoczonych ukazał się 4 czerwca 1982 roku.
Obok Teksańskiej masakry piłą mechaniczną (1974) jest uznawany za najlepszy film wyreżyserowany przez Hoopera.

## Fabuła
Amerykańskie małżeństwo, Steve i Diana Freelingowie, wraz z dziećmi wprowadza się do nowego domu. Wkrótce potem zaczynają dziać się dziwne, niewyjaśnione rzeczy, dzieci zostają zaatakowane przez – jak sądzą rodzice – ducha. Małżeństwo niedługo później dowiaduje się, iż dom został wybudowany na terenie starego cmentarza (Steve jest pracownikiem firmy, która zbudowała ten dom). Tajemniczy mieszkańcy posiadłości porywają w zaświaty najmłodszą córkę Freelingów, Carol Anne.

## Obsada
- JoBeth Williams jako Diane Freeling
- Craig T. Nelson jako Steve Freeling
- Beatrice Straight jako dr Lesh
- Dominique Dunne jako Dana Freeling
- Oliver Robins jako Robbie Freeling
- Heather O’Rourke jako Carol Anne Freeling
- Michael McManus jako Ben Tuthill
- Virginia Kiser jako pani Tuthill
- Martin Casella jako Marty
- Richard Lawson jako Ryan
- Zelda Rubinstein jako Tangina Barrons
- Lou Perry jako Pugsley
- James Karen jako pan Teague
- Dirk Blocker jako Jeff Shaw

## Pozostałe informacje
Film ten wywołał ogromne zainteresowanie wśród widzów. Zostały nakręcone jeszcze dwie jego kontynuacje, które – wspólnie z oryginałem – złożyły się na filmową serię; w trzech segmentach cyklu grała ta sama aktorka – Heather O’Rourke. Duża liczba aktorów oraz członków ekipy realizacyjnej zginęła w dziwnych okolicznościach po nakręceniu filmu, toteż zaczęto mówić o „Klątwie Poltergeista” (ang. Poltergeist Curse).
Początkowo rolę Carol Anne Freeling miała zagrać Drew Barrymore, siostrzenica Stevena Spielberga.

## Nagrody i nominacje
W roku 1983 film nominowano do Oscara w trzech kategoriach: najlepszy montaż efektów dźwiękowych, najlepsze efekty wizualne oraz najlepsza muzyka oryginalna. Steven Spielberg i Frank Marshall odebrali Saturna za najlepszy horror, Dorothy J. Pearl odebrała Saturna za najlepszą charakteryzację, a Zelda Rubinstein została nagrodzona Saturnem za najlepszą aktorkę drugoplanową. Poza tym film był nominowany do Saturna w trzech innych kategoriach: najlepsza aktorka, reżyser i muzyka. Richard Edlund dostał nagrodę BAFTA za efekty specjalne.

### Wyróżnienia Amerykańskiego Instytutu Filmowego
| Rok  | Lista                                                                                           | Pozycja                                                                   |
| ---- | ----------------------------------------------------------------------------------------------- | ------------------------------------------------------------------------- |
| 2001 | Lista 100 najlepszych amerykańskich thrillerów wszech czasów Amerykańskiego Instytutu Filmowego | 084. miejsce                                                              |
| 2005 | Lista 100 najlepszych kwestii filmowych wszech czasów Amerykańskiego Instytutu Filmowego        | 069. miejsce – Heather O’Rourke jako Carol Anne Freeling: „They’re here!” |

## Remake
Pod koniec 2006 roku zapowiedziano powstanie remake’u filmu. Projekt miał zostać zrealizowany w zastępstwie trzeciego sequela – zatytułowanego Poltergeist IV: Kayeri, do którego scenariusz napisał Clint Morris i którego reżyserii ostatecznie się nie podjęto. W 2008 roku wytwórnia Metro-Goldwyn-Mayer obwieściła, iż na reżysera remake’u wytypowano Vadima Perelmana. Scenariusz mieli napisać Juliet Snowden i Stiles White. Ostatecznie jednak reżyserem filmu został Gil Kenan, a autorem scenariusza David Lindsay-Abaire. Film trafił do kin w maju 2015.